# 舍脂
脂（羅馬化：Śacī），又譯為舍支、設支，婆罗门教-印度教中的一个重要的女神，雷神因陀罗的妻子。她有许多别名，如因陀罗尼、补卢弥等等。

## 神话学
在梨俱吠陀中就已经出现过因陀罗尼的名字，当时因陀罗还处于婆羅門最崇拜的眾神之首。梨俱吠陀里提到因陀罗尼的地方很少，仅限于说明她是因陀罗的妻子：“因陀羅尼是所有女人裡最幸福的，因為她的丈夫賜予她長生不老”。这些部分产生于史诗时代以后。至于舍脂这个名字，很可能来自于对因陀罗的别名“力主”（Śacīpati，意为“力量之主”，然而也可以仅从读音上解释为“舍脂的主人”）的曲解。鹧鸪氏梵书里说因陀罗是在许多女神中挑选自己的神妃的，最后选中了舍脂，因为她最能引起因陀罗的性欲。在史诗《摩诃婆罗多》中第一次出现了关于舍脂的神话（即友邻王的故事）。罗摩衍那和更晚的往世书中描写了舍脂的出身由来（此时因陀罗在印度宗教体系中已经无关紧要），她被说成是阿修罗王补卢磨的女儿（因此得到别名补卢弥），因陀罗为逃避补卢磨的诅咒而将后者杀死，又夺取其女儿为妻。
许多神被说成是舍脂所生，如阇衍陀、質呾羅笈多等。

## 关于舍脂的神话
关于舍脂的最主要神话如下：因陀罗采取不正当的手段杀死了陀湿多（大匠）之子三头者（Triśiras）和大匠为报仇而制造的阿修罗弗栗多。三头者和弗栗多都属于招惹不起的婆罗门阶级，因此因陀罗不敢再当神王而躲了起来。人间的著名英雄友邻王通过苦行积累了许多功德，此时受到众天神的邀请，便取代了因陀罗的位置成为天界主宰。友邻王坐上神王宝座后逐渐腐化，纵情于声色之中，最后甚至企图霸占因陀罗的妻子舍脂。舍脂天天被友邻王逼迫与其同床，没有办法只好向祭主仙人求救，仙人教了她一条缓兵之计。于是舍脂假装顺从友邻王的要求，但请友邻王先确定因陀罗是否死了；如果因陀罗死了，自己就不是有夫之妇，就可以正当地嫁给友邻王了。友邻王接受了这个提议，而舍脂则暗地找到了因陀罗，原来他正非常可怜地藏在一朵莲花的茎里。因陀罗想出一个主意，叫舍脂答应嫁给友邻王，但要后者坐着七位仙人抬的大轿来迎娶她。友邻王果然这么干了，又因为他急着与舍脂同床，不断喝令仙人们快走，最后竟然踢了其中的投山仙人一脚。这位大仙非常愤怒地发出诅咒，于是友邻王立刻从天上跌落变成了一条蛇，要一万年后才能超生。而因陀罗也得以重新当上神王。这个故事最早出现于史诗摩诃婆罗多。它明显产生于吠陀时代之后，表现为三主神地位上升，因陀罗受到刻意贬低（在梨俱吠陀中斩杀弗栗多是因陀罗最伟大的功绩，而这里则成了罪行），极力抬高婆罗门修道仙人的地位等等。

## 佛教神話
佛教承襲古印度神話，舍脂為阿修羅女，帝釋天之妻。

## 注释

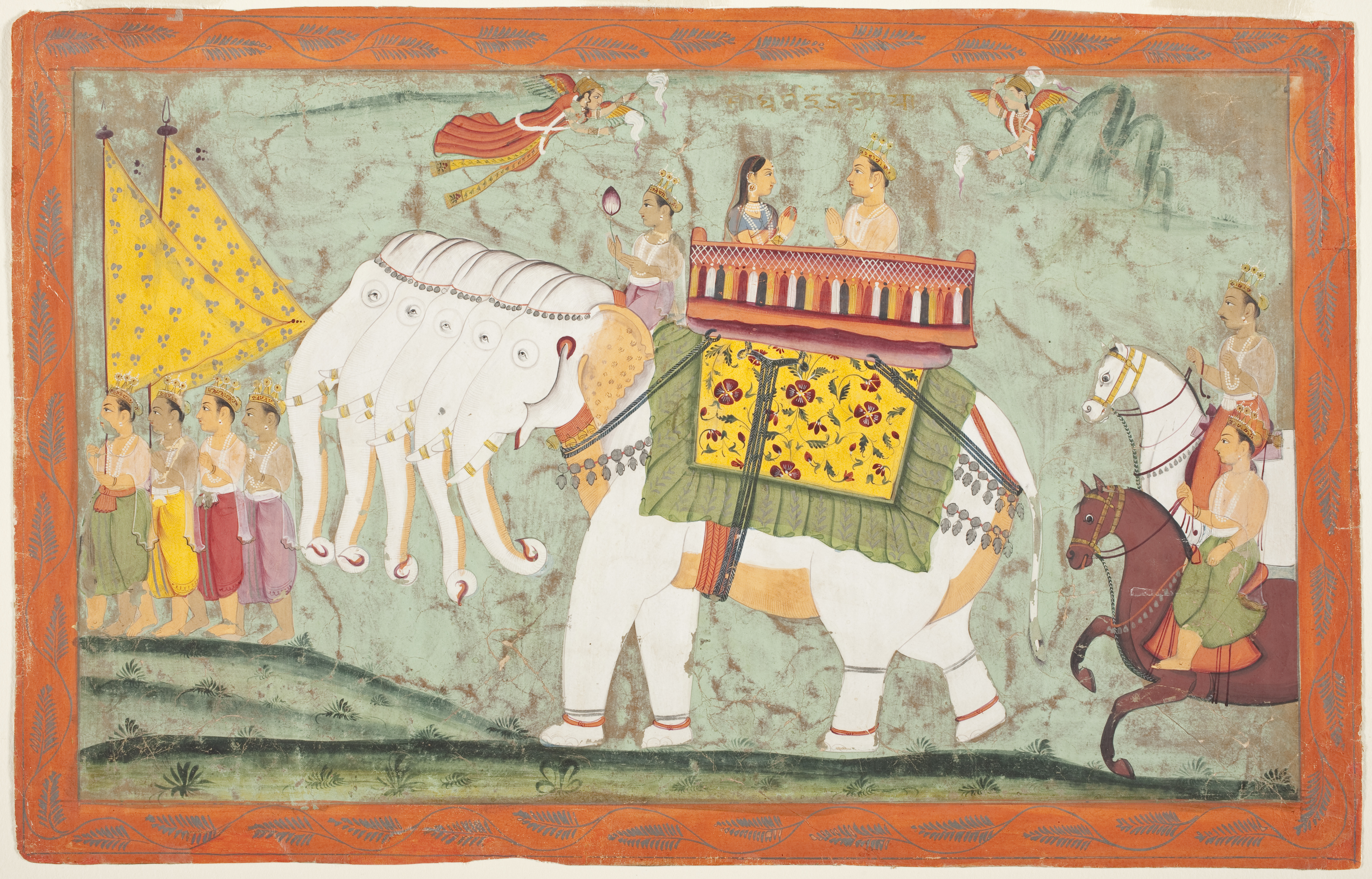
舍脂和因陀罗坐在神象爱罗婆多身上

## 资料来源
- 書籍

- 《印度兩大史詩研究》，ISBN 7-301-04897-1
- 《世界神話辭典》，ISBN 7-205-00960-X

- 網站

- 吠陀百科全书 （页面存档备份，存于）
- sacred-texts，因陀罗尼 （页面存档备份，存于）